# Podagrion nigriclava
Podagrion nigriclava är en stekelart som beskrevs av Alan Parkhurst Dodd 1917. Podagrion nigriclava ingår i släktet Podagrion och familjen gallglanssteklar. Inga underarter finns listade i Catalogue of Life.